# Détective Conan : La Lettre d'amour écarlate
Detective Conan : La Lettre d'amour écarlate (名探偵コナン から紅の恋歌, Meitantei Konan: Kara kurenai no Rabu Retta) est un film d'animation japonais réalisé par Kōbun Shizuno, sorti le 15 avril 2017 au Japon.
Il s'agit du 21e film tiré du manga Détective Conan de Gōshō Aoyama.

## Synopsis
Un attentat à la bombe frappe en automne le siège de Nichiuri TV où a lieu la coupe Satsuki, un concours national de jeu de cartes karuta. L'incident provoque une grande agitation et, alors que le bâtiment brûle, les seules personnes restées à l'intérieur sont Heiji et Kazuha. Ils sont sauvés in-extremis par Conan, qui se précipite sur les lieux. L'identité et les buts du terroriste sont inconnus.
Alors que la confusion règne, Conan rencontre une mystérieuse belle fille qui prétend être la « fiancée d'Heiji ». Son nom est Momiji Ooka et elle est la championne de karuta du lycée de Kyoto. Comme si le destin le voulait, Kazuha doit affronter Momiji pendant le concours, et celle-ci commence donc à s'entraîner avec l'aide de la mère de Heiji, Shizuka, qui est une joueuse reconnue de karuta.
Dans le même temps, dans une maison japonaise à Arashiyama dans la banlieue de Kyoto, le champion en titre de la coupe Satsuki est assassiné. Les images de la scène du crime révèlent la présence de Momiji. De plus, plusieurs cartes karuta sont retrouvées près de la victime.
Conan et Heiji, avec l'aide des services de police d'Osaka et de Kyoto, commencent leur enquête sur la coupe Satsuki et le meurtre lié. Au fur et à mesure de leur investigation, ils découvrent un secret sur le concours.

## Distribution
- Minami Takayama : Conan Edogawa[1]
- Wakana Yamazaki : Ran Mōri[1]
- Rikiya Koyama : Kogorō Mōri[1]
- Ryo Horikawa : Heiji Hattori[1]
- Yuko Miyamura : Kazuha Toyama
- Megumi Hayashibara : Ai Haibara
- Yukiko Iwai : Ayumi Yoshida
- Ikue Otani : Mitsuhiko Tsuburaya
- Wataru Takagi : Genta Kojima
- Kazuhiro Yamaji (en) : Heizo Hattori
- Masako Katsuki : Shizuka Hattori
- Masaki Terasoma (en) : Ginshiro Toyama
- Daisuke Ono : Muga Iori
- Daisuke Miyagawa (en) :  Koji Sekine
- Riho Yoshioka : Mikiko Hiramoto